# Col·legiata de Sant Patrici
L'ex-Col·legiata de Sant Patrici de Llorca (encara que comunament anomenada Col·legiata de Sant Patrici), és un edifici d'estil renaixentista declarat Monument Històric-Artístic Nacional per decret del 27 de gener de 1941.
La Col·legiata és la pedra angular del conjunt monumental de la Plaça d'Espanya de Llorca, al costat de l'Ajuntament, el Palau del Corregidor i les Sales Capitulars.
Aquesta Col·legiata és l'única en Espanya que es troba sota l'advocació de Sant Patrici. La dedicació al sant irlandès, té el seu origen en la batalla de Los Alporchones, lliurada el 17 de març de 1452 (dia de Sant Patrici), i que va enfrontar als habitants de la ciutat i d'altres parts de l'antic regne de Múrcia amb hosts musulmans procedents de Granada que havien assolat la comarca de Cartagena.
Les obres van començar, per butlla del papa Climent VII en 1533 sobre la vella església de Sant Jordi. La construcció, no eximeix de problemes, es va dilatar fins a 1780 seguint el projecte de Jerónimo Quijano, mestre de les Obres del Bisbat de la Diòcesi de Cartagena. Concebuda amb aires catedralicis, el seu interior s'articula en tres naus, dotze capelles laterals en els contraforts, cor i trascor, girola amb capelles radials i torre-campanar en la capçalera. També és de destacar l'elevat creuer.

## La traça de Sant Patrici
Les obres de l'Església Col·legial de Sant Patrici van començar en 1533 després de la butlla d'erecció del Papa Climent VII sobre la vetusta i modesta Església de Sant Jordi, però l'autor de la traça de l'Església llorquina és avui dia desconegut. Al llarg de la història s'ha especulat sobre l'origen d'aquesta traça. La creença popular afirma que els plànols van venir juntament amb la butlla papal directament des de Roma, però l'anàlisi comparativa entre els esquemes constructius de Sant Patrici i de la Catedral de Múrcia fan aquesta hipòtesi poc probable.
La Col·legiala de Sant Patrici es va erigir, en bona part, per l'embranzida de la burgesia local que buscava un projecte que dignifiqués la imatge de la seva puixant ciutat. Si el nou temple es construiria inspirant-se en la veïna catedral, és més lògic suposar que l'autor de la traça de Sant Patrici fos un arquitecte que ja treballava en aquesta zona del sud-est espanyol.
Les plantes de Sant Patrici i de la Catedral murciana mostren una semblança més que evident: tres naus sent més àmplia la central, capelles laterals entre els contraforts i capelles radials en la girola, així com torre-campanar en la girola que allotja la Sagristia, i elevat creuer.
Serà Joaquín Espín Rael qui identifiqui per primera vegada a Jerónimo Quijano com a autor de la traça de San Patricio, després de consultar els fons de la Col·legiala (desapareguts en la Guerra Civil) i del concejo llorquí. Quijano actuava des de 1526 com a Maestro Major de la Catedral de Múrcia; sent l'arquitecte de major prestigi a la zona, és molt probable que rebés l'encàrrec de traçar el que estava destinat a ser el segon temple en importància, i única Col·legiala, de la Diòcesi de Cartagena. La presència de Jerónimo Quijano en Llorca durant aquests anys queda provada per la quantitat d'encàrrecs que va rebre del concejo llorquí entre els quals es troben les Carnisseries, un assut en el riu Guadalentin i un pont sobre el mateix.
La pèrdua de gran part dels arxius de la Col·legiala durant la Guerra Civil a les mans d'anarquistes, va produir un dany irreparable en destruir un llegat documental de gran valor històric.
El primer picapedrer documentat que va treballar en l'obra de Sant Patrici va ser el mestre Lope, que molt probablement va actuar també com a aparellador de l'obra. Després de Lope, van anar els germans biscains Domingo i Martin de Plasencia, residents en Llorca i responsables d'altres treballs efectuats en aquells anys a la ciutat. Més endavant s'unirien a la història de Sant Patrici altres noms com Sebastián Bocanegra, Lorenzo Goenaga, Jerónimo d'Urreta o Diego de Villavona per fer-se càrrec de la direcció de les obres.
Ja al segle xvii, seran Andrés Goenaga, Garzón Soriano, Pérez Crespo i Melchor de Luzón els responsables de dirigir la finalització del transsepte, naus laterals i la coberta del conjunt. Al segle xviii apareixen els noms d'Ortiz de la Jara, Salvador i Diego de Mora o Sánchez Fortún lligats a les obres de la Col·legiata.

## La construcció de Sant Patrici

### Evolució de les obres en el seglexvi

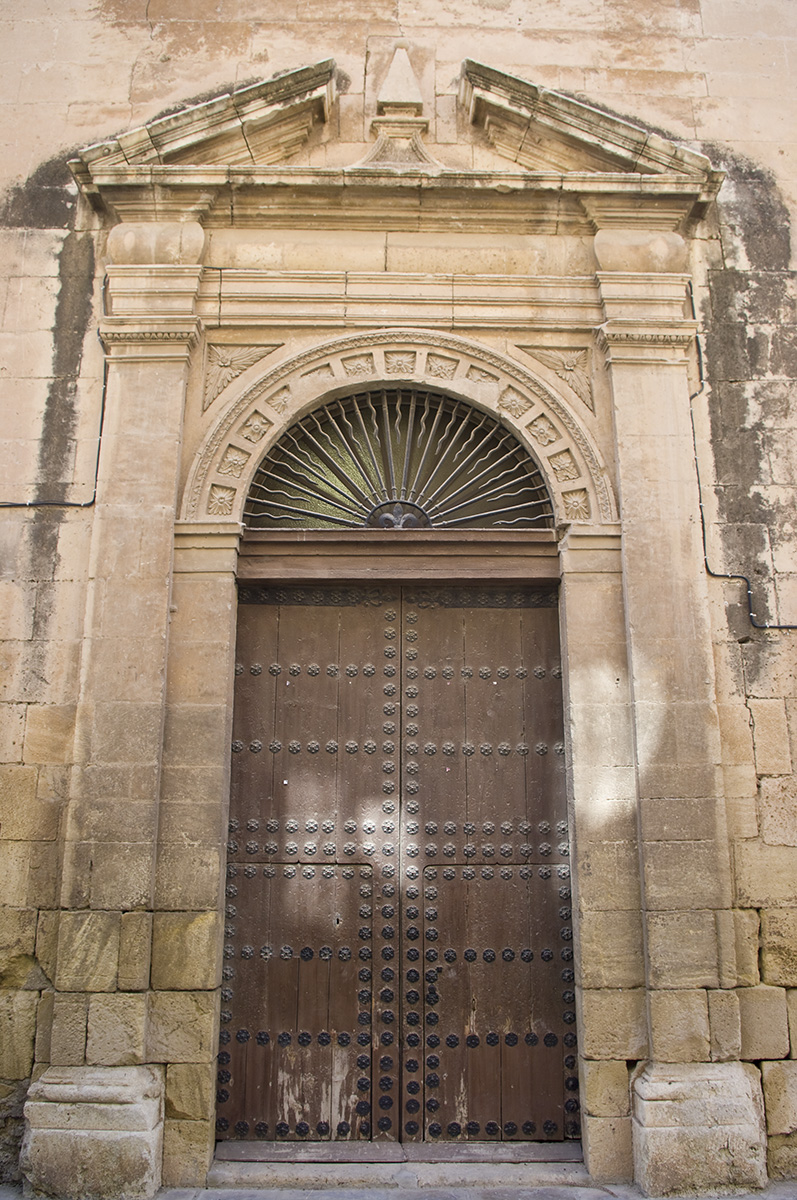
Portada renaixentista del costat de l'Epístola.

Les obres de construcció de Sant Patricio estaran marcades al llarg de la seva història per les contínues interrupcions. Així, mentre el concejo de la ciutat havia previst una durada de 8 anys per a les obres, aquestes s'estendran per gairebé 250.
Les interrupcions estaven ocasionades per la falta de mitjans econòmics per afrontar una obra de tal magnitud, així com pels plets que va haver d'afrontar el Cabildo de la Col·legial pels drets d'enterrament adquirits per moltes famílies a l'Església de Sant Jordi i que ara pretenien fer efectius en Sant Patricio.
Les obres van començar en la Capella Major i aviat es conclourien la capçalera de l'Església i el primer cos de la torre on està situada la Sagristia. En una segona fase, a partir de 1553, s'aixecarien la resta de capelles de la girola, part del creuer amb l'arrencada dels seus pilars i la coberta de tot el conjunt. En l'exterior, es realitzava la portada lateral del costat de l'Epístola i els dos primers cossos de la torre-campanar.
Els materials emprats per a la construcció són locals, perquè es va emprar pedra de les pedreres del riu Murviedro, ideals per la seva gran duresa.
Pel que fa al sistema de coberta emprat en Sant Patricio, s'alternen les voltes de creueria de tradició gòtica emprats en la girola i les seves capelles (la part més antiga del temple), amb les voltes ja típicament renaixentistes de la Sagristia, la Capella Major i la Capella del Sagrament, inspirades en l'obra d'Andrés de Vandelvira, amb qui va treballar en la seva joventut Jerónimo Quijano.

### El seglexvii
Al llarg del segle xvii les obres de Sant Patrici es veuran afectades per més penúries i retards que en la centúria anterior.
Immersa la ciutat en una profunda crisi, i compromesos per tant els fons del concejo llorquí, no hi havia diners per a l'obra de la Col·legiala mentre no es resolguessin altres urgències que en el cas del sud-est espanyol sempre estan relacionades amb l'aigua. Al costat de l'endèmica escassetat d'aigua, cal sumar els brots de pesta bubónica i els terratrèmols que van assolar la costa ibèrica al llarg de la centúria. Per aquest motiu, al llarg del segle els treballs arquitectònics que es realitzin es veuran limitats a aixecar murs llisos que delimitin el perímetre de Sant Patrici.
Cap a 1640 es realitzava el cadirat del Cor per obra de fuster Andrés García Ramos. Aquest cadirat es componia de 29 cadires altes i 23 baixes.
La falta de mitjans econòmics va arribar a tal punt que en 1679 es feia petició expressa a la Corona perquè augmentés la seva ajuda en la construcció. D'aquesta manera, amb la resposta afirmativa de Carles II, s'iniciava el treball de major envergadura realitzat en tot el segle amb l'aixecament, a partir de 1694, de la monumental façana barroca dirigida per l'arquitecte José de Vallés.

### El seglexviii
El segle xviii veurà per fi la finalització de les obres en Sant Patrici. Amb el perímetre de l'Església culminat al segle anterior, els treballs ara se centraran en la coberta de la Col·legiata.
Donades les especials característiques de la fàbrica de Sant Patrici pel cobriment de les naus s'optarà per la volta de maó de tornada per aresta. Al costat de la coberta es culminarà l'enllosat de l'Església, les parets del Cor, el trascor, l'últim cos de la torre i el carreró que dona accés a la portada del costat de l'Evangeli.
D'aquesta manera, a la fi del segle xviii aconseguia Sant Patrici l'aspecte que podem contemplar avui dia.

## Exterior de Sant Patrici

### Façana principal

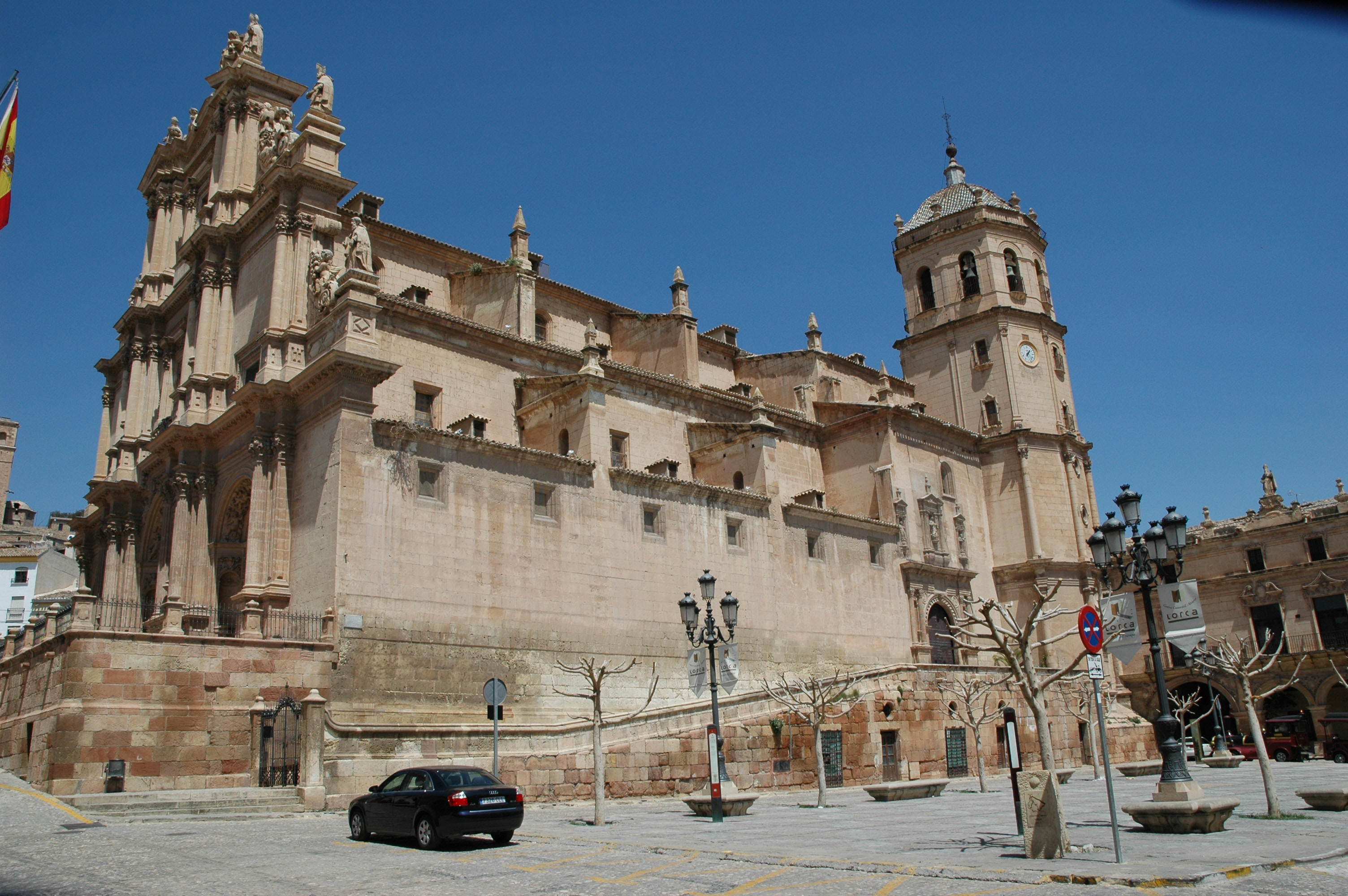
Imatge exterior de la Col·legiata de Sant Patrici.

La façana principal de Sant Patrici, per la seva bellesa i monumentalitat, constitueix un dels elements més destacats de la Col·legiata llorquina. Va ser erigida entre 1694 i 1704 per José de Vallés, llavors mestre major de les obres de la Col·legial. Al costat d'ell va treballar un equip de picapedrers i escultors entre els quals destaquen Salvador i Diego de Mora, Félix Vallés (fill de José de Vallés) o Martínez de la Vega; i encarregats del treball escultòric: Manuel Car, Agustín Pareja i els germans Salvador i Jerónimo Caballero. Al costat de la façana de la Catedral de Múrcia, la façana principal de Sant Patrici constitueixen els dos únics exemples de façanes monumentals de la Regió de Múrcia.
En aquesta façana principal es manifesta la fusió de les influències arquitectòniques granadines i valencianes, tan freqüent en el sud-est d'Espanya, si bé en Sant Patrici, també hi ha qui afirma que es pot observar certa influència de les façanes jesuítiques en la sòbria decoració dels dos cossos superiors de la façana.
Ens trobem davant una obra de clara factura barroca en el desenvolupament de la qual apareixen elements netament clàssics, com a columnes, fornícules, pedestals, etc., que li imprimeixen un cert caràcter classicista. La façana s'articula en tres cossos i cinc carrers, que reprodueixen a l'exterior l'estructura interna de l'edifici.
- El primer cos

El cos inferior va ser concebut a manera d'arc de triomf, i està compost per cinc carrers. Els tres carrers centrals, que contenen els accessos al temple, es corresponen amb les naus del temple, i els dos carrers exteriors, exemptes de tota decoració, a les capelles laterals.
En contraposició amb el parament llis dels carrers exteriors, els tres carrers centrals presenten una decoració exultant. Cadascuna d'aquests carrers centrals està formada per un arc de mig punt (de majors dimensions el central), en l'interior del qual s'obren sengles obertures d'arc de llinda. La importància de la nau central pel que fa a les laterals, i d'aquestes pel que fa als carrers exteriors, es manifesta mitjançant el major ressalt dels estreps i una major profusió de columnes i pilastres. En aquest primer cos trobem columnes estriades, amb doble i alternant acanaladura en la seva part inferior, d'ordre corinti, que recolzen en un potent pedestal.
Les columnes sostenen un entaulament clàssic format per un arquitrau de tres bandes llises i escalonades, i un fris exempt de decoració. La rematada del primer cos ho constitueix una volada cornisa.
La decoració dels arcs de les naus centrals consisteix en una pléyade de nens en multitud de posicions, plançons i garlandes de flors i fruits. Aquesta decoració a força de nens és molt poc comú en Espanya. Amb prou feines es poden trobar exemples similars, com l'Arc de Jaemete de la Catedral de Conca.
- Segon cos

El segon cos està compost per tres carrers. La continuïtat amb el primer queda assegurada per volutes decorades i sants sobre pedestals. Aquest segon cos s'erigeix sobre un basament taulejat de clara influència granadina, i respecta la disposició de columnes i pilastres del primer cos, però ara aquestes presenten fust llis, i són d'ordre compost. De nou les columnes sostenen un arquitrau sobre el qual s'eleva una cornisa menys voluminosa que la del primer cos.
Al carrer central, presidint la façana, existeix una fornícula rectangular amb la imatge de Sant Patrici amb vestidures episcopals. Aquesta fornícula es troba flanquejada per sengles columnes de fustos estriats i pilastres caixeades. A banda i banda de la fornícula s'obren sengles finestres d'arc de llinda que il·luminen la nau central del temple.
Els dos carrers laterals estan exemptes de decoració, i en elles, a l'altura dels pedestals, s'obren sengles finestres quadrades decorades amb una senzilla motllura.
- El tercer cos

El tercer cos manté de nou el ritme dels estreps amb els dos cossos inferiors. En aquest últim cos es torna a emprar l'ordre compost, encara que desapareixeran les fornícules dels intercolumnis. Reduït ara a un únic carrer, aquest cos es troba presidit per una fornícula molt similar a la de Sant Patrici del cos inferior, que allotja una imatge de la Verge de l'Alcázar, antiga patrona de Llorca.
La façana es remata per un frontó triangular partit, en el timpà del qual està representat l'Esperit Sant en la forma simbòlica de l'Au Fènix. En l'àpex s'erigeix una monumental escultura de l'Àngel de la Fama, mentre en els declivis apareixen àngels trompeters recolzats, i sengles Sants, en els extrems.

### Portada delCarreró

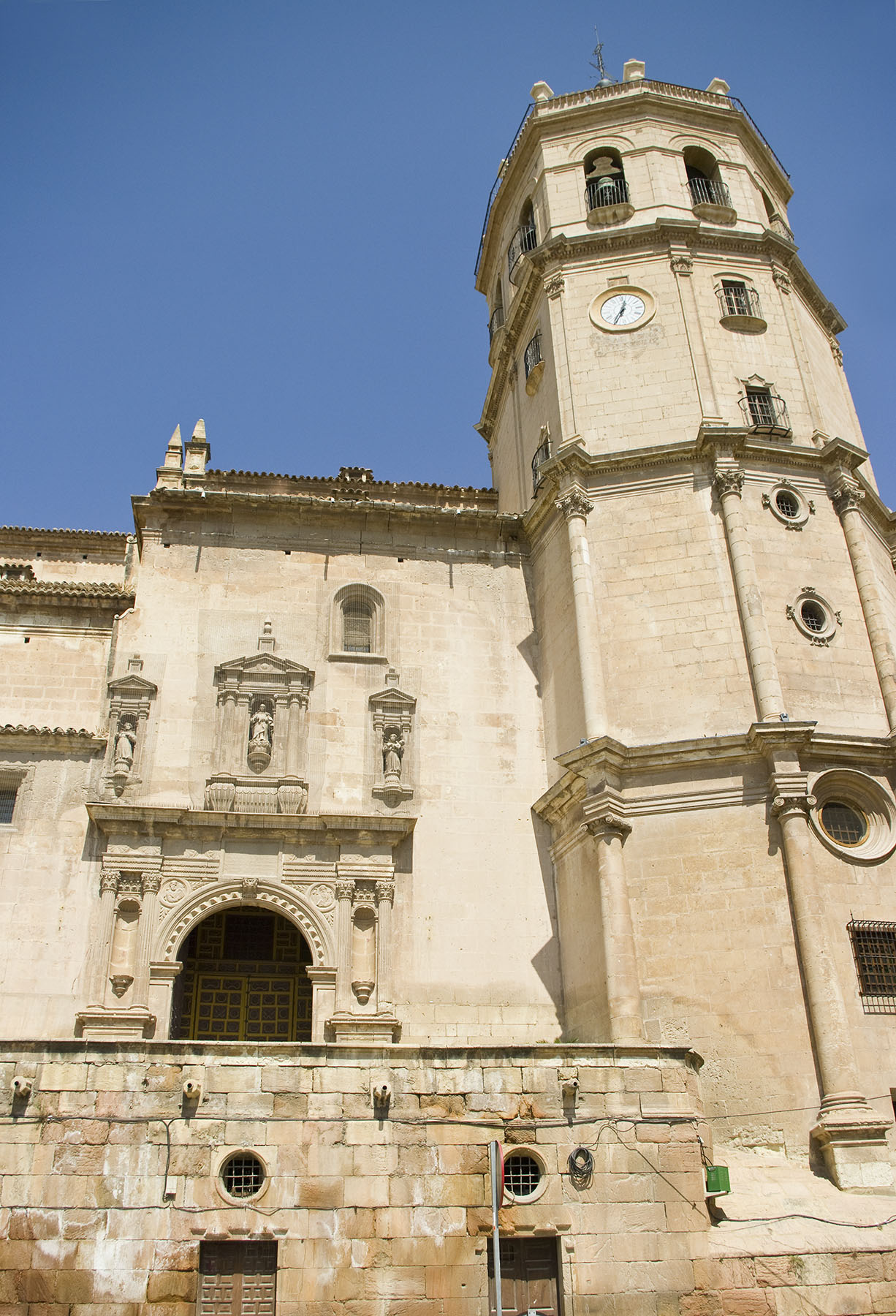
Portada del Carreró i Torre.

Aquesta portada constitueix l'accés meridional a la Col·legiata de Sant Patrici, des de la Plaça d'Espanya de Llorca. Va ser construïda entorn de 1571, i va anar durant molts anys l'entrada principal al temple.
Concebuda a manera d'arc de triomf, està composta per dos cossos. El primer d'ells està format per un arc de mig punt, que constitueix en si mateix l'obertura d'accés, flanquejat per columnes corínties pareades, recolzades sobre un alt pedestal. En els intercolumnis s'obren sengles fornícules buides. Les columnes sostenen un entaulament clàssic que serveix de separació entre tots dos cossos.
El segon cos està compost per tres nínxols, dels quals només el central està comunicat amb el cos inferior. Si bé, el central és de major dimensió, els tres nínxols estan flanquejats per columnes d'ordre jònic que sostenen un frontó triangular (partit el central). El nínxol central presenta una imatge de la Verge, mentre els laterals presenten sengles imatges de Sant Francesc d'Assís i Sant Antoni de Pàdua.

### Portada de l'Epístola
Aquesta porta permet l'accés al temple des del carrer Abad dels Arcs. Va ser llaurada per Lorenzo de Goenaga en la segona meitat del segle xvi. Es tracta d'una obra d'estil renaixentista i inspiració ferreriana. L'obertura, sense quasi decoració, es configura a través d'un arc de mig punt flanquejat per pilastres que sostenen un frontó partit.

### Torre-campanar
La torre consta de quatre cossos sobre una base poligonal, i està construïda enterament amb carreus. En la seva construcció es poden diferenciar dues fases ben diferenciades. La primera es correspon amb la construcció dels dos primers cossos segons projecte de Jerónimo Quijano al segle xvi per allotjar la Sagristia; la segona fase correspon a la construcció dels dos últims cossos a partir de 1761 sota la direcció del mestre arquitecte fra Pere de Sant Agustí.
La separació entre els diferents cossos es realitza mitjançant una cornisa correguda. La decoració d'aquests cossos és molt senzilla, perquè els seus paraments apareixen majoritàriament llisos, i la decoració es limita a columnes, pilastres i obertures. Així, en sentit ascendent, trobem el primer cos en ordre jònic, compost el segon, i pilastres en el tercer. L'últim cos allotja el campanar.

### Sales capitulars

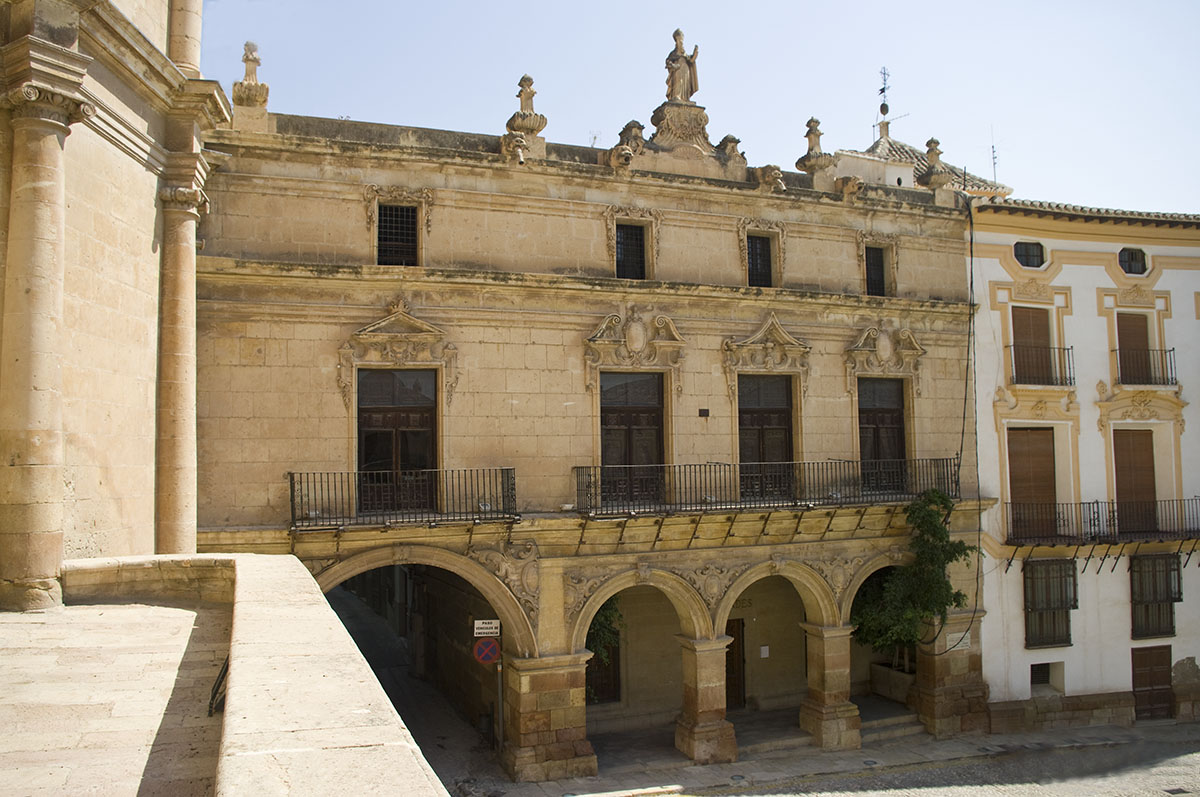
Sales capitulars.

Les Sales Capitulars del Cabildo de la Col·legial van ser construïdes en 1741 segons projecte de Nicolás de Rueda. El treball de pedreria va ser dirigit per Pedro Bravo Morata, mentre el treball escultòric se li va encomanar a Juan de Uzeta.
L'edifici s'articula en tres cossos: el primer es compon d'una successió d'arcades (inclòs l'arc sobre el carrer Cava), el segon de quatre balconades en correspondència amb els arcs del porxo, i el tercer es compon de quatre finestres rectangulars. Coronen el conjunt quatre gàrgoles i pinacles, al costat de l'escultura de Sant Patrici situada en el centre sobre un pedestal.